# Municipio Vecchio (Bamberga)
Il Municipio Vecchio, in tedesco Altes-Rathaus, è l'antica sede del Comune della città bavarese di Bamberga, in Germania.
Sorge nel mezzo del fiume Regnitz, ed è uno degli edifici più importanti della città, che ne caratterizza il centro storico.
All'interno ospita la Sammlung Ludwig, "Collezione Ludwig", una delle maggiori d'Europa sulle porcellane.

## Storia e descrizione

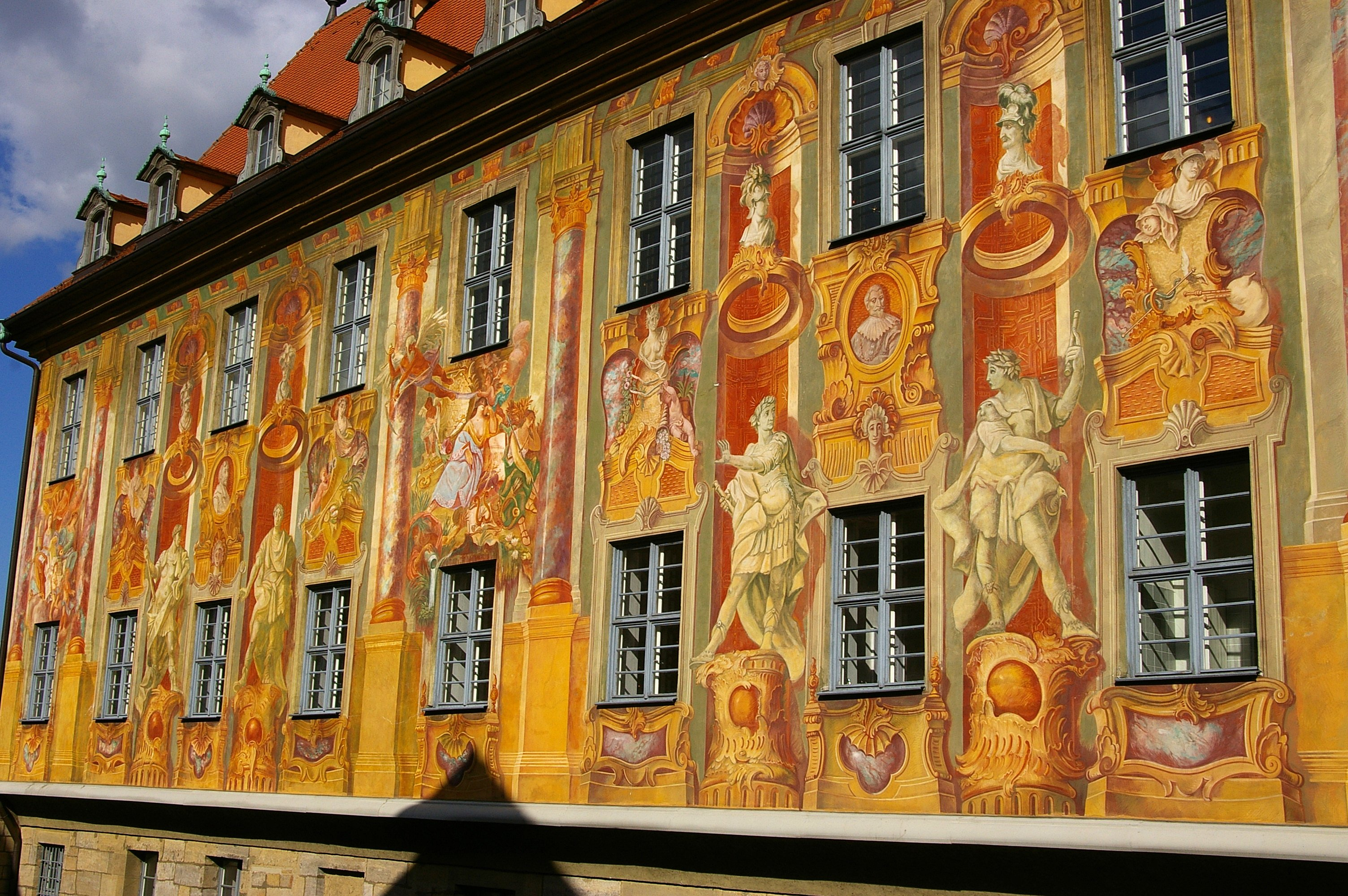
le facciate barocche affrescate

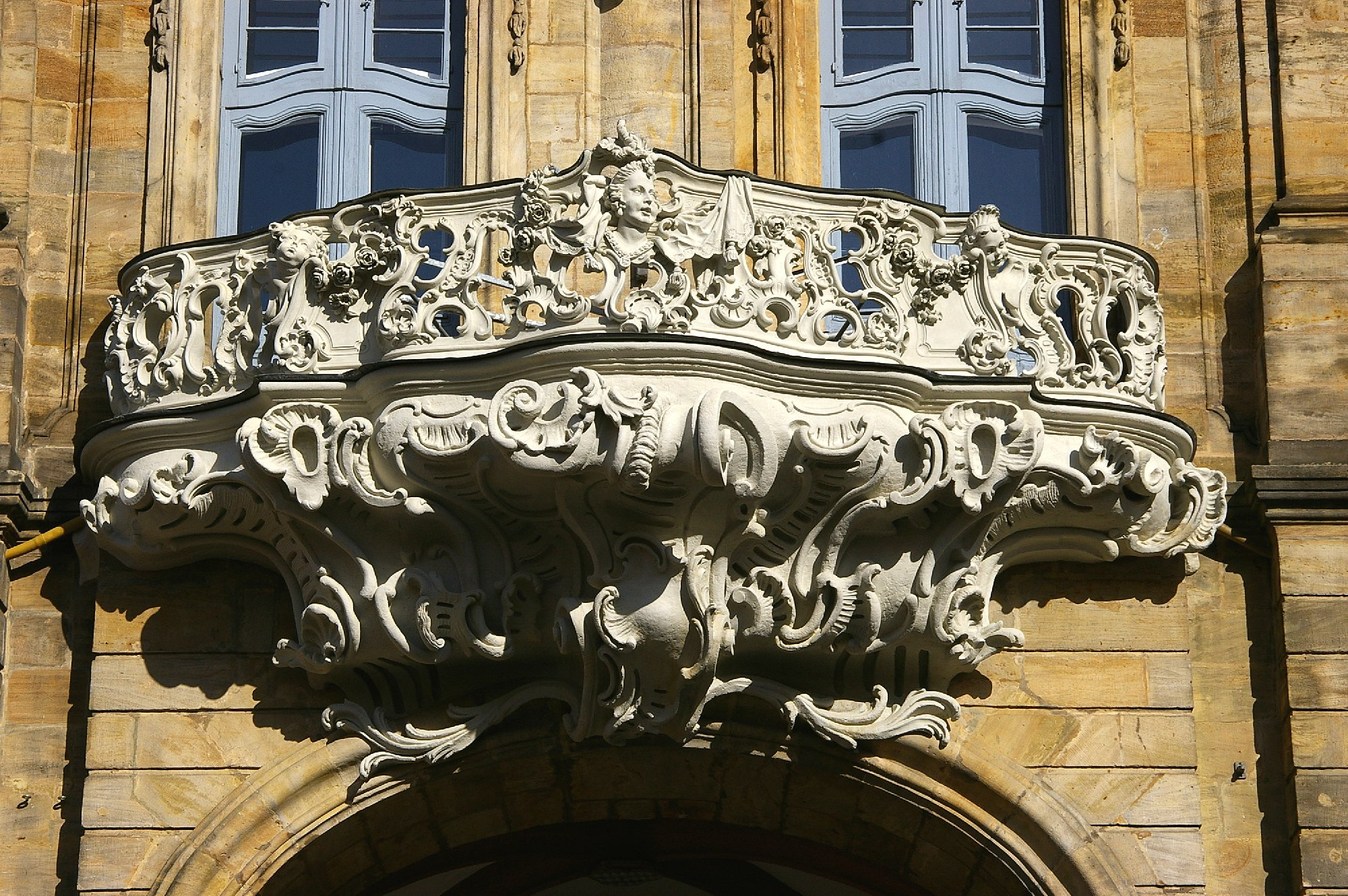
un balcone rococò

I Principi-vescovi avevano emendato una legge che impediva ai cittadini di Bamberga di erigere un municipio sul territorio. Così venne eretto nel 1387 su un'isoletta artificiale nel mezzo del corso del fiume Regnitz, sul confine fra gli antichi poteri cittadini, quello episcopale e quello civile; e venne collegato alle rive da due ponti. Assunse la forma attuale solo durante i rifacimenti gotici operati fra il 1461 e il 1467, mostrando un grande corpo sul lato settentrionale, una torre sul punto di passaggio del ponte, e una casa a graticci che serviva come Corpo di Guardia.
Fra il 1744 e il 1756 venne profondamente rinnovato su progetto dell'architetto Johann Jakob Michael Küchel in uno stile di transizione dal barocco al rococò.
Scenografici sono gli affreschi eseguiti verso il 1755 da Johann Anwander. Essi ricoprono tutte le facciate esterne dell'edificio principale e raffigurano scene allegoriche inquadrate da motivi architettonici a trompe-l'œil; pittura illusionistica tipica di quell'epoca. Sul lato della collina (vescovile) sono i Quattro elementi, e su quello della pianura (borghese) le Quattro stagioni, tutti legati dal tema corrente dei Vizi e Virtù dell'uomo.
Al di sopra dell'arco di passaggio, sotto alla torre, Jos. Bonaventura Mutschele realizzò sulle facciate gemelle due bei balconi rococò e due grandi stemmi. Nel fronte che guarda la collina territorio dei principi-vescovi, è lo stemma della città con San Giorgio, ad indicare l'entrata nella città borghese; mentre nella facciata opposta è il blasone di Franz Konrad von Stadion und Thannhausen, principe-vescovo dell'epoca. A fianco del fronte verso la città è il monumentale gruppo barocco della Crocifissione, risalente al 1715.
All'interno, al primo piano, è la grande Rokokosaal, sala rococò utilizzata per le sedute del Consiglio comunale e i ricevimenti civici. Al pianterreno è ospitata la Collezione di Porcellane Ludwig, fondata nel 1995.